# Thy Serpent
Thy Serpent – fiński zespół blackmetalowy, założony w 1992. 
Thy Serpent powstał jako solowy projekt Samiego Tenetza, samodzielnie nagrał on dwa dema. Po podpisaniu kontraktu ze Spinefarm zaczął szukać muzyków mogących grać w zespole i oficjalne albumy były nagrywane już w pełnym składzie. W 1996 ukazał się Forests of Witchery, pierwszy pełny album zespołu. Podczas tej sesji nagrano również nowe wersje utworów z dem, w 1997 zostały one wydane na mini albumie Lords of Twilight. W 1998 ukazuje się druga duża płyta Thy Serpent zatytułowana Christcrusher, a w 2000 EP-ka Death.
Tenetz jest również założycielem (w 1999) podwytwórni Spinefarm - Spikefarm Records.

## Muzycy
Obecny skład zespołu
- Sami Tenetz - gitara basowa (1992-1995), gitara (od 1992), śpiew (1992-1999), instrumenty klawiszowe (1992-1995, 1995-1999)
- Luopio - instrumenty klawiszowe, śpiew (1996-1997), gitara basowa (1996-1997, od 2010)
- Miika "Azhemin" Niemelä  - instrumenty klawiszowe, śpiew (od 1996), gitara basowa (od 1998)
- Marko Tarvonen - perkusja (od 2007)

Byli członkowie zespołu
- Pekka - perkusja (1995)
- Teemu "Somnium" Raimoranta (zmarły) - gitara (1995-1996)
- Börje - gitara(1995)
- Juha "Agathon" Hintikka - perkusja, śpiew (1996-1999)
- Alexi Laiho - gitara (1997-1998)
- Teemu Laitinen - perkusja (1999-2007)
- Tomi Ullgrén - gitara (1999-2007)

## Dyskografia
| 1994                           | Frozen Memory (demo) - Data: 1 lipca 1994 - Wydawca: brak (wydanie własne)          | —  |
| 1995                           | Into Everlasting Fire (demo) - Data: 13 marca 1995 - Wydawca: brak (wydanie własne) | —  |
| 1996                           | Forests of Witchery - Data: 30 września 1996 - Wydawca: Spinefarm Records           | —  |
| 1997                           | Lords of Twilight (EP) - Data: 19 maja 1997 - Wydawca: Spinefarm Records            | —  |
| 1998                           | Christcrusher - Data: 11 sierpnia 1998 - Wydawca: Radiation Records                 | 38 |
| 2000                           | Death (EP) - Data: 30 października 2000 - Wydawca: Spinefarm Records                | —  |
| "—" pozycja nie była notowana. |                                                                                     |    |